# Ins
Ins (en francès Anet) és un municipi del cantó de Berna (Suïssa), situat al districte administratiu del Seeland i de l'antic districte de Büren.